# Harald Berg
Harald Johan Berg (Bodø, 9 november 1941) is een Noors voormalig voetballer en voetbaltrainer.
Berg begon zijn loopbaan als middenvelder bij FK Bodø-Glimt. Hij boekte succes bij FC Lyn Oslo waar hij in 1965 topscorer werd van de competitie en waarmee hij eenmaal landskampioen werd en tweemaal de beker won. In 1969 ging hij naar FC Den Haag waar hij in het seizoen 1969/70 direct 17 doelpunten maakte, wat tot 2011 het clubrecord van meest scorende buitenlandse speler in één seizoen was. 
Opmerkelijk was dat hij bij zijn debuut op 10 augustus 1969 gelijk driemaal scoorde.. Deze prestatie werd pas ruim 43 jaar later (op 30 september 2012) door Jürgen Locadia van PSV herhaald. Hij werd in de Hofstad twee seizoenen (1970-1972) vergezeld door zijn landgenoot Harry Hestad.
Berg sloot zijn loopbaan af bij Bodø-Glimt waarmee hij nog eenmaal de beker won en waarvan hij in 1983 ook kortstondig trainer werd. Zijn zoon Runar (1970) werd geboren in Den Haag en was ook profvoetballer.